# Aleksandr Niestierienko
Aleksandr Michajłowicz Niestierienko, ros. Александр Михайлович Нестеренко (ur. 27 kwietnia?/9 maja 1888 w Orle, zm. 28 lutego 1952 w Alta Gracia w Argentynie) – rosyjski wojskowy (pułkownik), dowódca 9 kompanii 2 Pułku Rosyjskiego Korpusu Ochronnego podczas II wojny światowej
Ukończył korpus kadetów w Orle, zaś w 1907 szkołę kawaleryjską w Jelizawetgradzie. Służył w 17 Husarskim Czernichowskim Pułku Kawalerii. Brał udział w I wojnie światowej. Został odznaczony Orderem Św. Jerzego i Orderem Św. Włodzimierza 4 klasy. W 1918 r. wstąpił do Armii Ochotniczej. Doszedł do stopnia pułkownika. W poł. listopada 1920 r. został ewakuowany wraz z wojskami Białych z Krymu do Gallipoli. Na emigracji zamieszkał w Królestwie Serbów, Chorwatów i Słoweńców. Po zajęciu Jugosławii przez wojska niemieckie w kwietniu 1941 r., wstąpił do nowo formowanego Rosyjskiego Korpusu Ochronnego. Objął dowództwo 9 kompanii 2 Pułku. Został odznaczony 2 razy Żelaznym Krzyżem 2 klasy.